# Período 2 (química)
O segundo período da tabela periódica é composto por Lítio (Z=3 e A=7), Berílio (Z=4 e A=9), Boro (Z=5 e A=11), Carbono (Z=6 e A=12), Nitrogênio (Z=7 e A=14), Oxigênio (Z=8 e A=16), Flúor (Z=9 e A=19) e Neônio (Z=10 e A=20)

## Lítio
Descoberto em 1817, o Lítio se encontra na classe dos Metais alcalinos, ponto de fusão: (454 K), ponto de ebulição: (1615 K) ; Calor específico: (3570 J/kgK).

## Berílio
Descoberto em 1798, o Berílio se encontra na classe dos Metais alcalinos terrosos, ponto de fusão: (923 K), ponto de ebulição: 1363 K; Calor específico (371 J/kgK)

## Boro
Descoberto em 1808, o Boro se encontra na classe dos Semimetais, ponto de fusão: (2348 K), ponto de ebulição (4273 K); Calor específico (1030 J/kgK)

## Carbono
Descoberto por volta de 3750 a.C. , o Carbono se encontra na classe dos Ametais, ponto de fusão: (14 K), ponto de ebulição (20 K); Calor específico (14300 J/kgK)

## Nitrogênio
Descoberto em 1772, o Nitrogênio se encontra na classe Ametais, ponto de fusão (63 K), ponto de ebulição (77 K); Calor específico (1040 J/kgK)

## Oxigênio
Descoberto em 1774, o Oxigênio se encontra na classe Ametais, ponto de fusão (55 K), ponto de ebulição (90 K); Calor específico (919 J/kgK)

## Flúor
Descoberto em 1886, o Flúor se encontra na classe Ametais, ponto de fusão (53 K), ponto de ebulição (85 K); Calor específico (824 J/kgK)

## Neônio
Descoberto em 1898, o Neônio se encontra na classe dos Gases nobres, ponto de fusão (25 K): ponto de ebulição (27 K); Calor específico (1030.0 J/kgK)